# Kostel svatého Mikuláše (Lísek)
Kostel svatého Mikuláše v Lísku v okrese Žďár nad Sázavou v kraji Vysočina je římskokatolický kostel, zasvěcený sv. Mikuláši. Je farním kostelem farnosti Lísek u Bystřice nad Pernštejnem.

## Historie
Empírový kostel byl vystavěn mezi lety 1846–1852 nedaleko od místa původního zbořeného kostela.

## Vybavení
V kněžišti se nachází hlavní oltář se svatostánkem a s oltářním obrazem sv. Mikuláše. Kromě hlavního oltáře se v kostele nalézají také dva boční oltáře. Jeden je zasvěcen Panně Marii a druhý sv. Janu Nepomuckému. Stěny zdobí malovaná křížová cesta a několik soch světců. Na kůru jsou umístěny varhany. Mezi další vybavení zde patří dřevěné lavice nebo kazatelna.

## Exteriér
Chrám stojí na vyvýšeném místě v obci, v těsné blízkosti hřbitova, na němž se nachází malá hřbitovní kaple. Nedaleko roste památný javor klen.

## Galerie

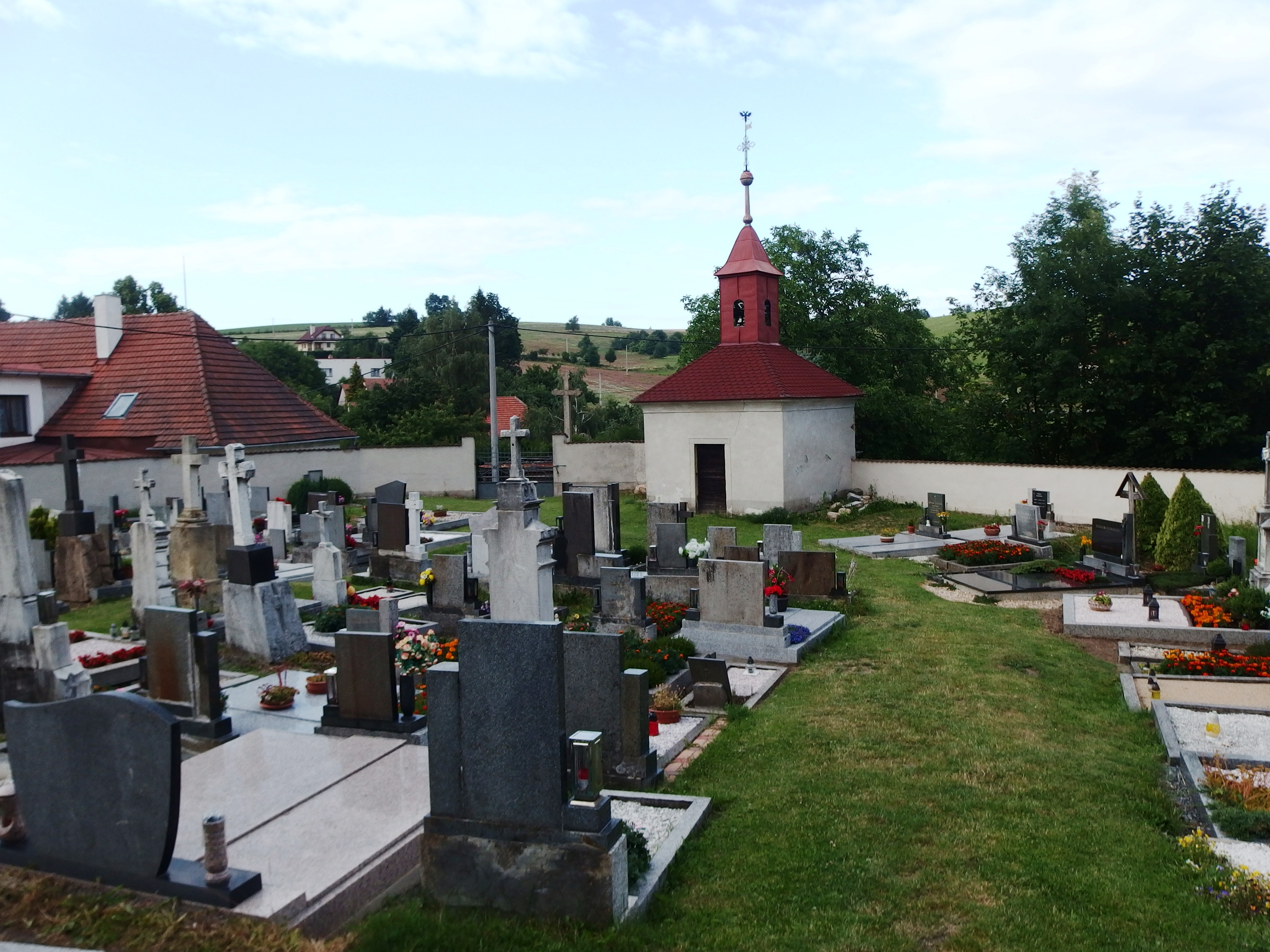
Hřbitov s hřbitovní kaplí u kostela
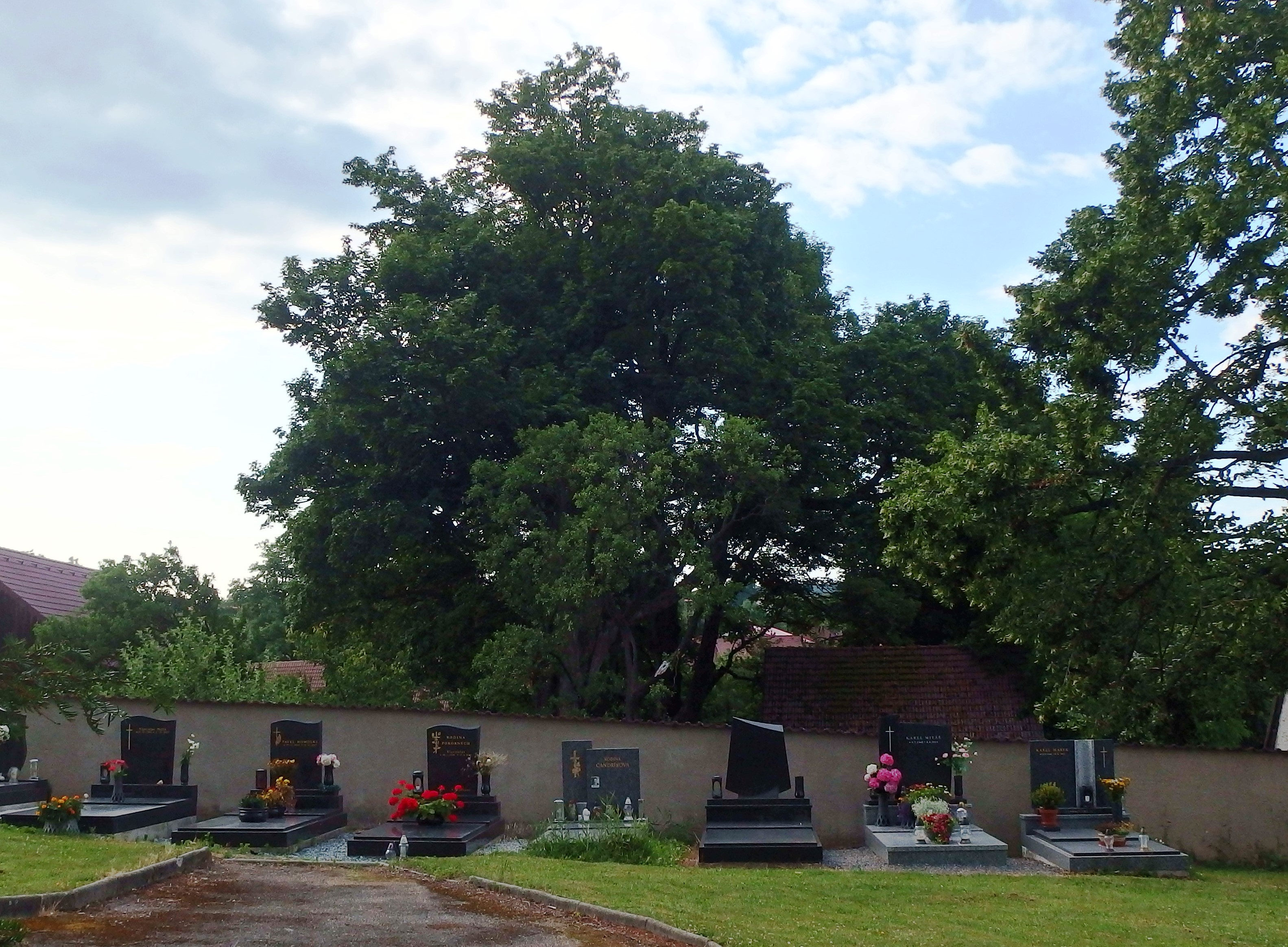
hřbitov u kostela (v pozadí památný javor klen)